# Morrison (Argentina)
Morrison é um município da província de Córdova, localizada na Argentina.